# Ожеро, Антуан
Антуа́н Ожеро́ (фр. Antoine Augereau, латиниз. форма имени — Аугереллус; родился около 1485 года, Фонтене-ле-Конт, Франция — казнён 24 декабря 1534 года, Париж, Франция) — один из первых французских печатников, издатель и книготорговец. Являлся представителем западноевропейского гуманизма и противником высшего парижского духовенства.

## Биография
В сохранившихся средневековых источниках какие-либо сведения о его происхождении отсутствуют. Впрочем, известно, что первым учеником Антуана стал двадцатилетний парижанин Клод Гарамон. Печатная мастерская Ожеро располагалась на улице Сен-Жак в Париже и просуществовала всего 3 года (1532—34 гг.). Считается, что на увлечение гравёрным делом его вдохновил знаменитый Альд Мануций.
В 1533 году Антуан опубликовал, как минимум, два отдельных издания «Зерцала грешной души», написанного Маргаритой Наваррской и осуждённого Сорбонной, сразу же став объектом резких нападок со стороны богословов. В результате возникшего скандала с публикацией этих мемуаров Ожеро 19 декабря 1534 года был осуждён Парижским парламентом и приговорён к повешению; казнь состоялась 24 декабря того же года на площади Мобер, после чего его труп сожгли вместе с изданными им книгами.

## Ссылка
- Beinert, Wolfgang: Claude Garamond, Kurzbiographie (нем.)